# Federico Higuaín
Federico Fernando Higuaín (Buenos Aires, 25 oktober 1984) is een Argentijns voetballer die doorgaans als aanvaller of aanvallende middenvelder speelt. Hij verruilde Colón in juli 2012 voor Columbus Crew. Hier speelde hij in acht seizoenen tijd bijna 200 wedstrijden. In maart 2020 tekende hij bij DC United. 
Higuaín is de oudere broer van voetballer Gonzalo Higuaín en zoon van Jorge Higuaín, voormalig speler van Stade Brestois.

## Clubcarrière
Higuaíns carrière begon bij River Plate, de club uit zijn geboortestad. Bij River Plate kwam hij nooit verder dan vijf wedstrijden. Hij werd daaromverhuurd aan Nueva Chicago uit de tweede divisie. Bij Nueva Chicago speelde hij zevenenzeventig wedstrijden waarin hij negenentwintig doelpunten maakte. Daarna speelde hij in Turkije bij Beşiktaş, in Mexico bij Club América en opnieuw in Argentinië bij Independiente, Godoy Cruz en Colón. Higuaín wordt vaak als aanvallende middenvelder gebruikt die met slimme sprints en overzicht teamgenoten voor de goal zet.
Op 27 juli 2012 tekende hij als Designated Player bij Columbus Crew. Op 29 augustus 2012 maakte hij tegen Houston Dynamo zijn debuut voor Columbus. In diezelfde wedstrijd gaf hij zijn eerste assist. Op 22 augustus kreeg hij tegen Toronto FC zijn eerste basisplaats. Hij gaf na vier minuten opnieuw een assist en maakte in de achtenvijftigste minuut van de wedstrijd zijn eerste doelpunt voor Crew. Hij maakte in zijn eerste seizoen bij Columbus Crew vijf doelpunten en gaf zeven assists in dertien wedstrijden. In zijn tweede jaar maakte hij elf doelpunten en gaf hij negen assists in negenentwintig competitiewedstrijden. Elk daarvan startte hij in de basis. Hij behaalde met een doelpunt tegen New York Red Bulls ook de Nederlandse media.